# Powerviolence
El powerviolence (a veces escrito como power violence) es un subgénero del hardcore punk, relacionado, muy de cerca, con el grindcore y el thrashcore. Se originó a finales de la década de 1980. La banda de hardcore Infest, de finales de esa década, sería la que influyó fuertemente en el sonido de este tipo de música, si bien se considera a la banda Siege como la pionera del género.
Básicamente, consiste en un hardcore extremo y experimental, agresivo, sarcástico y rápido. Tomando las variantes más extremas y agresivas dentro del hardcore punk, creando un sonido crudo poco trabajado, extremadamente rápido, desordenado y dejando más a un lado lo fuerte, brutal, técnico y pesado, para centrarse en un "ruido" mucho más escandaloso. Tiene voces extremadamente gritadas, acompañada de guturales (no necesariamente guturales tipo death metal, sino algo más característico y propio del estilo). El estilo vocal que nos presentan bandas como Spazz o Lack of Interest, ha sido descrito como "voz de gorila" o "voz de bulldog". Las canciones de powerviolence, difícilmente duran más de 40 segundos. Este género, puede ser confundido con el thrashcore y, sobre todo, con el grindcore. El primero es, esencialmente, un hardcore punk más rápido, mientras que, el segundo, utiliza algunos elementos del metal; el powerviolence, omite la pesadez metálica y aumenta, aún más, las cualidades violentas del thrashcore.

## Orígenes
El origen de la palabra no está claro; miembros de Spazz, aseguran que solo fue una broma entre las bandas que salió durante un espectáculo y otros se lo atribuyen a Man is the Bastard, quienes introdujeron la palabra "powerviolence" en su canción Hispanic small man power, donde mencionan a Crossed Out, No Comment, Capitalist Casualties, Manpig y a ellos mismos. También, la banda japonesa Fuck on the Beach, editó un disco con el nombre de Power Violence Forever.
El sello de Chris Dodge, de los ya difuntos Spazz, Slap-a-Ham Records, fue rápidamente transformándose en el sello de powerviolence más influyente e importante de California, editando discos de Neanderthal, No Comment, Crossed Out, Infest, Spazz, etc. El espectáculo anual que organizaba el sello, «Fiesta Grande», se llevó a cabo en 924 Gilman St. desde 1992 hasta el 2000 y también ayudó mucho a crear una buena escena en California. El exbaterista de Spazz, Max Ward y su sello, 625 Thrashcore, también han organizado su propio festival, «Super Sábado Gigante» y es del mismo estilo.